# Не топчіть конвалій
«Не топчіть конвалій» — українська пісня, перший український твіст, написаний 1963 року. Автор слів — Ростислав Братунь, композитор — Мирослав Скорик. Пісня була популярною в 1960—1970-х роках.

## Історія створення
Слова пісні написав Ростислав Братунь. Музику — український композитор Мирослав Скорик. За словами Скорика, на початку 1960-х років після аспірантури в Москві він приїхав на роботу до Львова, де почув щойно дозволену джазову та іншу західну музику — і під враженнями від нових ритмів він написав багато пісень, зокрема «Не топчіть конвалій». 
Уперше пісню виконував створений Скориком вокально-інструментальний ансамбль (ВІА) «Веселі скрипки».
«Не топчіть конвалій» увійшла до альбому «Мирослав Скорик. Намалюй мені ніч». Її також виконували Тріо Либідь.
Пісня була однією з головних до кінострічки «Заборонений» (2019) у виконанні Сергія Фоменка та гурту «Мандри».
2015 року «Не топчіть конвалій» видали на збірці «Намалюй мені ніч — Шедеври української естради» (лейбл — «Країна Мрій»).

## Текст пісні
Приспів:

Не топчіть, не топчіть конвалій…

Не… Не топчіть конвалій…

Все в маленьких дзвониках пахучих —

Площа, вулиця, провулки, тротуари…

То весна у наступі могучім

Скинула десантом їх із хмари…

Приспів

Все змінилось, все здалось без бою:

І машини, і просто пішоходи.

Від весни ніхто не ждав розбою,

Від конвалій от такої шкоди…

Приспів

Але це було лише хвилину

І відразу все на місце стало:

Наступ конвалевий линув і відлинув

Жаль, що все це коротко так тривало…

Приспів